# Mosaico de Zliten
El mosaico de Zliten es un mosaico romano de aproximadamente el siglo II d. C., encontrado en la ciudad de Zliten (Libia), en la costa este de la antigua Leptis Magna. Fue descubierto por el arqueólogo italiano Salvatore Aurigemma en 1913 y actualmente se encuentra expuesto en el Museo del Castillo Rojo. Representa combates de gladiadores, caza de animales y escenas de la vida cotidiana.

## Historia
Fue descubierto en octubre de 1913 en las ruinas de una villa romana a orillas del mar que más tarde se denominó villa Dar Buk Ammera por la zona en la que fue encontrado. Tras ser desenterrado por completo y visible después de las excavaciones llevadas a cabo por Salvatore Aurigemma, del 22 de junio al 18 de agosto de 1914, fue considerado de inmediato como una obra maestra del arte del mosaico, aunque con una apremiante necesidad de conservación y restauración. En la década de 1920 fue restaurado y expuesto en el Museo del Castillo Rojo. En 1952 se trasladó con el museo a su nueva ubicación y se exhibe de forma destacada cerca del vestíbulo de entrada.

## Discrepancias en la datación
Ha habido discrepancias relacionadas con la datación del mosaico, la mayoría según consideraciones arqueológicas o estilísticas, pero la cuestión sigue sin resolverse.
En su trabajo sobre estos mosaicos Mosaici di Zliten (1926), Aurigemma ofrece un período aproximado de datación situándolos en los años de la dinastía Flavia (69-96 d. C.). Esta cronología haría del mosaico uno de los primeros mosaicos conocidos de África del Norte. Sostiene su hipótesis sobre tres argumentos:
- La calidad de la elaboración de un mosaico en la misma villa, situada en una sala vecina, sugiere una datación lo más cercana posible a la época de Augusto (principios del siglo I d. C.).
- El estilo de peinado de la figura de la mujer que se muestra tocando el órgano hidráulico es típico del periodo flaviano.
- La representación del mosaico de la Damnatio ad bestias parece similar a los registros de la derrota de los garamantes relatada por Tácito datada en el año 70 d. C.[5]

En 1965 Georges Ville lo estudió basándose en las pruebas históricas que aportaban los trajes y el armamento de los protagonistas en secciones del mosaico que representaban el venatio (caza) y el munus (lucha con espada). Ville observó que la túnica de manga corta y los cazadores con las piernas desnudas y desprotegidas parecen pertenecer a finales del siglo I o principios del II d. C., mientras que el tipo de casco del thraex y del murmillo parece ser un elemento de intermedio entre el de Pompeya y el de los gladiadores de la época de Trajano. Por ello, Ville fecha el mosaico entre finales del periodo flaviano y principios del periodo antonino (finales del siglo I o principios del siglo II).

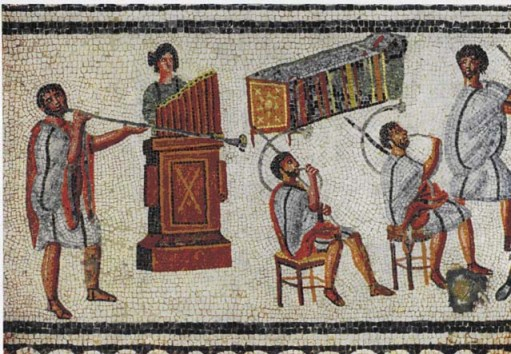
Detalle de músicos tocando una tuba romana, un (hydraulis) y un par de cornu.

Otro estudio estilístico comparativo de la historiadora de arte romana Christine Kondoleon respalda la datación de un periodo antonino como resultado de los múltiples elementos de diseño del mosaico. En su diseño se utilizan contornos de cuerda trenzada o retorcida para enmarcar cada panel, los fondos negros proporcionan contraste óptico y los paneles alternan patrones circulares y cuadrados. Estas características son similares a las del mosaico de Reggio Emilia, emplazado en la época antonina. Kondoleon también afirma los vínculos entre los diseños individuales de estos mosaicos, especialmente en las formas florales simplificadas y los patrones a escala. Finalmente, la historiadora cita la inclusión del peltarion, una especie de escudo ligero romano, como un vínculo adicional en otros mosaicos italianos de la época.
En 1985 David Parrish, profesor de historia del arte, propuso su datación en el año 200 d. C., fecha que coincide con la primera dinastía Severa. Parrish destaca las similitudes que encontró al comparar el equipamiento militar de los dos samnitas del mosaico de Zliten con los guerreros del mosaico de Bad Kreuznach (Alemania), datado en el año 250 d. C. Realizó una comparación similar entre el duelo entre retiarius y secutor en el mosaico de Zliten y los del mosaico de Nennig en Alemania, fechados entre los años 240 y 250 d. C. Además, este historiador concluye que el mosaico del anfiteatro de El Djem (Túnez), fechado en el año 200 d. C., tiene vínculos particularmente evidentes con el mosaico de Zliten en lo referente a la representación realista del espacio sobre un fondo blanco y a la ausencia de sombras y de parcelas de terreno aisladas. Esta metodología fue criticada por algunos estudiosos, entre ellos la historiadora de arte romana Katherine Dunbabin, por basarse en paralelismos estilísticos demasiado amplios entre las obras.

## Composición

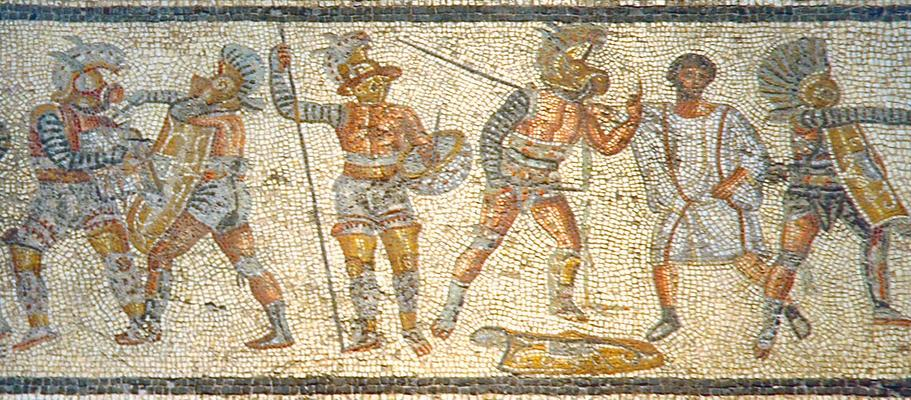
Fragmento que muestra una lucha de gladiadores.

Parte del mosaico se realizó mediante la combinación de tres técnicas: opus tessellatum, opus vermiculatum y opus sectile.
El borde geométrico exterior en blanco y negro se elaboró con la técnica opus tessellatum.
La parte central del mosaico está compuesta por paneles geométricos cuadrados alternados de 0,45 m de lado y realizados en la técnica opus sectile. Dentro de estos paneles se encuentran emblemas circulares que representan peces y otras criaturas marinas confeccionados con la técnica opus vermiculatum.